# Welthon Fiel Sampaio
Welthon Fiel Sampaio, meglio conosciuto come Welthon (Belém, 21 giugno 1992), è un calciatore brasiliano, attaccante del Kitchee.